# Lista siturilor arheologice din județul Caraș-Severin - B
Lista siturilor arheologice din județul Caraș-Severin - B conține toate siturile arheologice din județul Caraș-Severin înscrise în Repertoriul Arheologic Național (RAN) și aflate în localități al căror nume începe cu litera B. RAN este administrat de Ministerul Culturii și Patrimoniului Național și cuprinde date științifice, cartografice, topografice, imagini și planuri, precum și orice alte informații privitoare la zonele cu potențial arheologic, studiate sau nu, încă existente sau dispărute.
Puteți căuta un sit din localitățile care încep cu litera B folosind formularul de mai jos sau puteți naviga prin toate siturile din județ la Lista siturilor arheologice din județul Caraș-Severin.
| Cod RAN                                   | Denumire | Localitate                          | Adresă                                     | Datare                              | Descoperit | Coordonate                                      | Imagine           | Erori            |
| ----------------------------------------- | --- | ----------------------------------- | ------------------------------------------ | ----------------------------------- | ---------- | ----------------------------------------------- | ----------------- | ---------------- |
| 50932.01.01 (Cod LMI: CS-I-m-B-10771.02)  | Situl arheologic din epoca romană de la Băile Herculane - "Zona Cazino, Parc Central" / ansamblu anonim (Categorie: locuire) (Tip: Sanctuar)           | oraș Băile Herculane                | Zona Cazino, Parc Central                  | romană sec. II - III                |            |                                                 | Încărcați imagine | Raportați eroare |
| 50932.01.02 (Cod LMI: CS-I-m-B-10771.01)  | Situl arheologic din epoca romană de la Băile Herculane - "Zona Cazino, Parc Central" / ansamblu anonim (Categorie: locuire) (Tip: Amfiteatru)         | oraș Băile Herculane                | Zona Cazino, Parc Central                  | romană sec. II - III                |            |                                                 | Încărcați imagine | Raportați eroare |
| 50932.01.03 (Cod LMI: CS-I-m-B-10771.03)  | Situl arheologic din epoca romană de la Băile Herculane - "Zona Cazino, Parc Central" / ansamblu anonim (Categorie: locuire) (Tip: Necropolă)          | oraș Băile Herculane                | Zona Cazino, Parc Central                  | romană sec. II - III                |            |                                                 | Încărcați imagine | Raportați eroare |
| 50932.04.01 (Cod LMI: CS-I-m-B-10772.06)  | Situl arheologic de la Băile Herculane - "Peștera Hoților" / ansamblu anonim (Categorie: locuire civilă) (Tip: Așezare)                                | oraș Băile Herculane                | Peștera Hoților                            |                                     | 1872       |                                                 | Încărcați imagine | Raportați eroare |
| 50932.04.02 (Cod LMI: CS-I-m-B-10772.05)  | Situl arheologic de la Băile Herculane - "Peștera Hoților" / ansamblu anonim (Categorie: locuire civilă) (Tip: Așezare)                                | oraș Băile Herculane                | Peștera Hoților                            |                                     | 1872       |                                                 | Încărcați imagine | Raportați eroare |
| 50932.04.03 (Cod LMI: CS-I-m-B-10772.05)  | Situl arheologic de la Băile Herculane - "Peștera Hoților" / ansamblu anonim (Categorie: locuire civilă) (Tip: Așezare)                                | oraș Băile Herculane                | Peștera Hoților                            |                                     | 1872       |                                                 | Încărcați imagine | Raportați eroare |
| 50932.04.04 (Cod LMI: CS-I-m-B-10772.04)  | Situl arheologic de la Băile Herculane - "Peștera Hoților" / ansamblu anonim (Categorie: locuire civilă) (Tip: Așezare)                                | oraș Băile Herculane                | Peștera Hoților                            |                                     | 1872       |                                                 | Încărcați imagine | Raportați eroare |
| 50932.04.05 (Cod LMI: CS-I-m-B-10772.03)  | Situl arheologic de la Băile Herculane - "Peștera Hoților" / ansamblu anonim (Categorie: locuire civilă) (Tip: Așezare)                                | oraș Băile Herculane                | Peștera Hoților                            |                                     | 1872       |                                                 | Încărcați imagine | Raportați eroare |
| 50932.04.06 (Cod LMI: CS-I-m-B-10772.02)  | Situl arheologic de la Băile Herculane - "Peștera Hoților" / ansamblu anonim (Categorie: locuire civilă) (Tip: Așezare)                                | oraș Băile Herculane                | Peștera Hoților                            |                                     | 1872       |                                                 | Încărcați imagine | Raportați eroare |
| 50932.04.07 (Cod LMI: CS-I-m-B-10772.01)  | Situl arheologic de la Băile Herculane - "Peștera Hoților" / ansamblu anonim (Categorie: locuire civilă) (Tip: Așezare)                                | oraș Băile Herculane                | Peștera Hoților                            |                                     | 1872       |                                                 | Încărcați imagine | Raportați eroare |
| 50932.03.01 (Cod LMI: CS-I-s-B-10773)     | Locuirea din epoca bronzului timpuriu de la Băile Herculane - "Peștera Tatarczy" / ansamblu anonim (Categorie: locuire civilă) (Tip: Locuire)          | oraș Băile Herculane                | Peștera Tatarczy                           | Coțofeni                            |            |                                                 | Încărcați imagine | Raportați eroare |
| 51314.01.01 (Cod LMI: CS-I-m-B-10776.01)  | Situl arheologic de la Bănia - "Cracul Otara" / ansamblu anonim (Categorie: locuire civilă) (Tip: Așezare)                                             | sat Bănia, comuna Bănia             | Cracul Otara                               |                                     |            |                                                 | Încărcați imagine | Raportați eroare |
| 51314.01.02 (Cod LMI: CS-I-m-B-10776.02)  | Situl arheologic de la Bănia - "Cracul Otara" / ansamblu anonim (Categorie: locuire civilă) (Tip: Așezare)                                             | sat Bănia, comuna Bănia             | Cracul Otara                               | romană sec. II - III                |            |                                                 | Încărcați imagine | Raportați eroare |
| 51314.01.03 (Cod LMI: CS-I-m-B-10776.03)  | Situl arheologic de la Bănia - "Cracul Otara" / ansamblu anonim (Categorie: locuire civilă) (Tip: Așezare)                                             | sat Bănia, comuna Bănia             | Cracul Otara                               | sec. XI - XII                       |            |                                                 | Încărcați imagine | Raportați eroare |
| 51314.01.04 (Cod LMI: CS-I-s-B-10776)     | Situl arheologic de la Bănia - "Cracul Otara" / ansamblu anonim (Categorie: locuire civilă) (Tip: Așezare)                                             | sat Bănia, comuna Bănia             | Cracul Otara                               | Coțofeni                            |            |                                                 | Încărcați imagine | Raportați eroare |
| 51314.02.01 (Cod LMI: CS-I-m-B-10777.03)  | Situl arheologic de la Bănia - "Cioaca cu bani" / ansamblu anonim (Categorie: locuire civilă) (Tip: Așezare)                                           | sat Bănia, comuna Bănia             | Cioaca cu bani                             | Coțofeni                            | 1878       |                                                 | Încărcați imagine | Raportați eroare |
| 51314.02.02 (Cod LMI: CS-I-m-B-10777.02)  | Situl arheologic de la Bănia - "Cioaca cu bani" / ansamblu anonim (Categorie: locuire civilă) (Tip: Așezare)                                           | sat Bănia, comuna Bănia             | Cioaca cu bani                             | romană                              | 1878       |                                                 | Încărcați imagine | Raportați eroare |
| 51314.02.03 (Cod LMI: CS-I-m-B-10777.01)  | Situl arheologic de la Bănia - "Cioaca cu bani" / ansamblu anonim (Categorie: locuire civilă) (Tip: Așezare)                                           | sat Bănia, comuna Bănia             | Cioaca cu bani                             |                                     | 1878       |                                                 | Încărcați imagine | Raportați eroare |
| 51314.02.04 (Cod LMI: CS-I-m-B-10777.04)  | Situl arheologic de la Bănia - "Cioaca cu bani" / ansamblu anonim (Categorie: locuire civilă) (Tip: Așezare)                                           | sat Bănia, comuna Bănia             | Cioaca cu bani                             |                                     | 1878       |                                                 | Încărcați imagine | Raportați eroare |
| 51314.03 (Cod LMI: CS-I-s-B-10778)        | Situl arheologic de la Bănia - "Arie și Comorâșnița" (Categorie: locuire civilă) (Tip: așezare)                                                        | sat Bănia, comuna Bănia             | Arie și Comorâșnița                        |                                     |            |                                                 | Încărcați imagine | Raportați eroare |
| 51314.03.01 (Cod LMI: CS-I-m-B-10778.02)  | Situl arheologic de la Bănia - "Arie și Comorâșnița" / ansamblu anonim (Categorie: locuire civilă) (Tip: Așezare)                                      | sat Bănia, comuna Bănia             | Arie și Comorâșnița                        | romană                              |            |                                                 | Încărcați imagine | Raportați eroare |
| 51314.03.02 (Cod LMI: CS-I-m-B-10778.01)  | Situl arheologic de la Bănia - "Arie și Comorâșnița" / ansamblu anonim (Categorie: locuire civilă) (Tip: Așezare)                                      | sat Bănia, comuna Bănia             | Arie și Comorâșnița                        |                                     |            |                                                 | Încărcați imagine | Raportați eroare |
| 51314.03.03 (Cod LMI: CS-I-s-B-10778)     | Situl arheologic de la Bănia - "Arie și Comorâșnița" / ansamblu anonim (Categorie: locuire civilă) (Tip: tezaur)                                       | sat Bănia, comuna Bănia             | Arie și Comorâșnița                        |                                     |            |                                                 | Încărcați imagine | Raportați eroare |
| 51314.04.01 (Cod LMI: CS-I-m-B-10779.01)  | Situl arheologic de la Bănia - "Săliște" / ansamblu anonim (Categorie: locuire civilă) (Tip: Așezare)                                                  | sat Bănia, comuna Bănia             | Săliște                                    |                                     |            |                                                 | Încărcați imagine | Raportați eroare |
| 51314.04.02 (Cod LMI: CS-I-m-B-10779.02)  | Situl arheologic de la Bănia - "Săliște" / ansamblu anonim (Categorie: locuire civilă) (Tip: Așezare)                                                  | sat Bănia, comuna Bănia             | Săliște                                    | romană                              |            |                                                 | Încărcați imagine | Raportați eroare |
| 51314.04.03 (Cod LMI: CS-I-m-B-10779.01)  | Situl arheologic de la Bănia - "Săliște" / ansamblu anonim (Categorie: locuire civilă) (Tip: Așezare)                                                  | sat Bănia, comuna Bănia             | Săliște                                    |                                     |            |                                                 | Încărcați imagine | Raportați eroare |
| 51458.01.01 (Cod LMI: CS-I-s-B-10780)     | Fortificația de pământ de la Berzasca - "Cetățuia" / ansamblu anonim (Categorie: fortificație) (Tip: Fortificație de pământ)                           | sat Berzasca, comuna Berzasca       | Cetățuia                                   |                                     |            |                                                 | Încărcați imagine | Raportați eroare |
| 51458.02.01 (Cod LMI: CS-I-m-B-10781.02)  | Situl arheologic de la Berzasca - "Săliște - Valea Dragoșelea" / ansamblu anonim (Categorie: locuire) (Tip: Necropolă)                                 | sat Berzasca, comuna Berzasca       | Săliște - Valea Dragoșelea                 | sec. XI - XIV                       |            |                                                 | Încărcați imagine | Raportați eroare |
| 51458.02.02 (Cod LMI: CS-I-m-B-10781.01)  | Situl arheologic de la Berzasca - "Săliște - Valea Dragoșelea" / ansamblu anonim (Categorie: locuire) (Tip: Așezare)                                   | sat Berzasca, comuna Berzasca       | Săliște - Valea Dragoșelea                 | sec. XI - XIV                       |            |                                                 | Încărcați imagine | Raportați eroare |
| 51458.03.01 (Cod LMI: CS-I-m-B-10782.01)  | Așezarea neolitică și hallstattiană de la Berzasca - "Spiț I" / ansamblu anonim (Categorie: locuire civilă) (Tip: Așezare)                             | sat Berzasca, comuna Berzasca       | Spiț I                                     | Basarabi                            |            |                                                 | Încărcați imagine | Raportați eroare |
| 51458.03.02 (Cod LMI: CS-I-m-B-10782.02)  | Așezarea neolitică și hallstattiană de la Berzasca - "Spiț I" / ansamblu anonim (Categorie: locuire civilă) (Tip: Așezare)                             | sat Berzasca, comuna Berzasca       | Spiț I                                     |                                     |            |                                                 | Încărcați imagine | Raportați eroare |
| 51458.04.01 (Cod LMI: CS-I-s-B-10783)     | Așezarea din epoca bronzului de la Berzasca - "Spiț II" / ansamblu anonim (Categorie: locuire civilă) (Tip: Așezare)                                   | sat Berzasca, comuna Berzasca       | Spiț II                                    |                                     |            |                                                 | Încărcați imagine | Raportați eroare |
| 51458.05.01 (Cod LMI: CS-I-s-A-10784)     | Așezarea medievală de la Berzasca - "Spiț III" / ansamblu anonim (Categorie: locuire civilă) (Tip: Așezare)                                            | sat Berzasca, comuna Berzasca       | Spiț III                                   | sec. XIII - XIV                     |            | 44°39′06″N 21°55′09″E / 44.65167°N 21.91917°E   | Încărcați imagine | Raportați eroare |
| 51458.05.01 (Cod LMI: CS-I-s-A-10784)     | Așezarea medievală de la Berzasca - "Spiț III" / complex anonim (Categorie: locuire civilă) (Tip: bordei)                                              | sat Berzasca, comuna Berzasca       | Spiț III                                   |                                     |            | 44°39′06″N 21°55′09″E / 44.65167°N 21.91917°E   | Încărcați imagine | Raportați eroare |
| 51519.02.01 (Cod LMI: CS-I-m-B-10786.02)  | Situl arheologic de la Berzovia - "Pătruiene" / ansamblu anonim (Categorie: locuire civilă) (Tip: Așezare)                                             | sat Berzovia, comuna Berzovia       | Pătruiene                                  | sec. III - IV                       |            |                                                 | Încărcați imagine | Raportați eroare |
| 51519.02.02 (Cod LMI: CS-I-m-B-10786.03)  | Situl arheologic de la Berzovia - "Pătruiene" / ansamblu anonim (Categorie: locuire civilă) (Tip: Instalație de reducere a minereului)                 | sat Berzovia, comuna Berzovia       | Pătruiene                                  | sec. III - IV                       |            |                                                 | Încărcați imagine | Raportați eroare |
| 51519.02.03 (Cod LMI: CS-I-m-B-10786.01)  | Situl arheologic de la Berzovia - "Pătruiene" / ansamblu anonim (Categorie: locuire civilă) (Tip: Așezare)                                             | sat Berzovia, comuna Berzovia       | Pătruiene                                  | sec. XIII - XIV                     |            |                                                 | Încărcați imagine | Raportați eroare |
| 51519.03.01 (Cod LMI: CS-I-s-B-10787)     | Biserica medievală de la Berzovia - "Dealul Ciclău" / ansamblu anonim (Categorie: structură de cult/religioasă) (Tip: Biserică)                        | sat Berzovia, comuna Berzovia       | Dealul Ciclău                              | sec. XIII - XIV                     |            |                                                 | Încărcați imagine | Raportați eroare |
| 51519.03.02 (Cod LMI: CS-I-s-B-10787)     | Biserica medievală de la Berzovia - "Dealul Ciclău" / ansamblu anonim (Categorie: structură de cult/religioasă) (Tip: Necropolă)                       | sat Berzovia, comuna Berzovia       | Dealul Ciclău                              | sec. XIII - XIV                     |            |                                                 | Încărcați imagine | Raportați eroare |
| 51519.03.03 (Cod LMI: CS-I-s-B-10787)     | Biserica medievală de la Berzovia - "Dealul Ciclău" / ansamblu anonim (Categorie: structură de cult/religioasă) (Tip: Așezare)                         | sat Berzovia, comuna Berzovia       | Dealul Ciclău                              | daco-romană sec. III-IV d. Chr      |            |                                                 | Încărcați imagine | Raportați eroare |
| 50978.01.01 (Cod LMI: CS-I-s-B-10788)     | Situl arheologic de la Bocșa - "Gruniul Cetății" / ansamblu anonim (Categorie: locuire civilă) (Tip: Așezare fortificată)                              | oraș Bocșa                          | Gruniul Cetății                            |                                     |            | 45°22′59″N 21°43′07″E / 45.383041°N 21.718725°E | Încărcați imagine | Raportați eroare |
| 50978.01.02 (Cod LMI: CS-I-s-B-10788)     | Situl arheologic de la Bocșa - "Gruniul Cetății" / ansamblu anonim (Categorie: locuire civilă) (Tip: Așezare fortificată)                              | oraș Bocșa                          | Gruniul Cetății                            | Coțofeni                            |            | 45°22′59″N 21°43′07″E / 45.383041°N 21.718725°E | Încărcați imagine | Raportați eroare |
| 50978.01.03 (Cod LMI: CS-I-s-B-10788)     | Situl arheologic de la Bocșa - "Gruniul Cetății" / ansamblu anonim (Categorie: locuire civilă) (Tip: Așezare)                                          | oraș Bocșa                          | Gruniul Cetății                            | daco-romană                         |            | 45°22′59″N 21°43′07″E / 45.383041°N 21.718725°E | Încărcați imagine | Raportați eroare |
| 50978.01.04 (Cod LMI: CS-I-s-B-10788)     | Situl arheologic de la Bocșa - "Gruniul Cetății" / ansamblu anonim (Categorie: locuire civilă) (Tip: Exploatare minieră)                               | oraș Bocșa                          | Gruniul Cetății                            |                                     |            | 45°22′59″N 21°43′07″E / 45.383041°N 21.718725°E | Încărcați imagine | Raportați eroare |
| 50978.02.01 (Cod LMI: CS-I-m-B-10789.01)  | Situl arheologic de la Bocșa - "Cariera Colțani" / ansamblu anonim (Categorie: locuire civilă) (Tip: Așezare)                                          | oraș Bocșa                          | Cariera Colțani                            |                                     |            |                                                 | Încărcați imagine | Raportați eroare |
| 171129.02.02 (Cod LMI: CS-I-m-B-10789.02) | Situl arheologic de la Bocșa - "Cariera Colțani" / ansamblu anonim (Categorie: locuire civilă) (Tip: Așezare)                                          | oraș Bocșa                          | Cariera Colțani                            | baden-coțofeni                      |            |                                                 | Încărcați imagine | Raportați eroare |
| 50978.03.01 (Cod LMI: CS-I-s-B-10790)     | Situl arheologic de la Bocșa - "Gruniul Cetățuica" / ansamblu anonim (Categorie: locuire civilă) (Tip: Așezare fortificată)                            | oraș Bocșa                          | Gruniul Cetățuica                          | Coțofeni                            |            |                                                 | Încărcați imagine | Raportați eroare |
| 50978.03.02 (Cod LMI: CS-I-s-B-10790)     | Situl arheologic de la Bocșa - "Gruniul Cetățuica" / ansamblu anonim (Categorie: locuire civilă) (Tip: Așezare fortificată)                            | oraș Bocșa                          | Gruniul Cetățuica                          |                                     |            |                                                 | Încărcați imagine | Raportați eroare |
| 50978.03.03 (Cod LMI: CS-I-s-B-10790)     | Situl arheologic de la Bocșa - "Gruniul Cetățuica" / ansamblu anonim (Categorie: locuire civilă) (Tip: Așezare fortificată)                            | oraș Bocșa                          | Gruniul Cetățuica                          | sec. IX-X                           |            |                                                 | Încărcați imagine | Raportați eroare |
| 50978.04.01 (Cod LMI: CS-I-m-B-10791.01)  | Situl arheologic de la Bocșa - "Dealul Mare" / ansamblu anonim (Categorie: locuire) (Tip: Fortificație)                                                | oraș Bocșa                          | Dealul Mare                                |                                     |            |                                                 | Încărcați imagine | Raportați eroare |
| 50978.04.02 (Cod LMI: CS-I-m-B-10791.02)  | Situl arheologic de la Bocșa - "Dealul Mare" / ansamblu anonim (Categorie: locuire) (Tip: Necropolă de incinerație)                                    | oraș Bocșa                          | Dealul Mare                                |                                     |            |                                                 | Încărcați imagine | Raportați eroare |
| 50978.05.01 (Cod LMI: CS-I-s-B-10792)     | Cetatea medievală de la Bocșa - "Buza turcului" / ansamblu anonim (Categorie: locuire civilă) (Tip: Cetate)                                            | oraș Bocșa                          | Buza Turcului                              | sec. XIV - XV                       |            |                                                 | Încărcați imagine | Raportați eroare |
| 53602.01.01 (Cod LMI: CS-I-s-B-10793)     | Fortificația și așezarea hallstattiană de la Borlovenii Vechi - "Leu" / ansamblu anonim (Categorie: locuire) (Tip: Așezare fortificată)                | sat Borlovenii Vechi, comuna Prigor | Leu                                        |                                     |            |                                                 | Încărcați imagine | Raportați eroare |
| 51635.01.01 (Cod LMI: CS-I-s-B-10794)     | Construcția de tip mansio de la Brebu - "Gura Văii" / ansamblu anonim (Categorie: construcție) (Tip: Construcție de tip mansio)                        | sat Brebu, comuna Brebu             | Gura Văii                                  | romană sec. II - III                |            |                                                 | Încărcați imagine | Raportați eroare |
| 51760.01.01 (Cod LMI: CS-I-s-B-10795)     | Construcție romană de la Bucoșnița - "Săliște" / ansamblu anonim (Categorie: construcție) (Tip: Construcție)                                           | sat Bucoșnița, comuna Bucoșnița     | Săliște                                    | romană sec. II - III                |            | 45°15′20″N 22°15′05″E / 45.25555°N 22.25139°E   | Încărcați imagine | Raportați eroare |
| 50932.05.01 (Cod LMI: CS-I-s-B-10774)     | Așezarea medievală timpurie de la Băile Herculane - "Săliște" / ansamblu anonim (Categorie: locuire civilă) (Tip: Așezare)                             | oraș Băile Herculane                | Săliște                                    |                                     |            |                                                 | Încărcați imagine | Raportați eroare |
| 50932.02.01 (Cod LMI: CS-I-s-B-10775)     | Locuirea hallstattiană de la Băile Herculane - "Gura Ungurului" / ansamblu anonim (Categorie: locuire civilă) (Tip: Locuire)                           | oraș Băile Herculane                | Gura Ungurului                             |                                     |            |                                                 | Încărcați imagine | Raportați eroare |
| 54127.01.01                               | Mănăstirea Sf. Ilie de la Baziaș / ansamblu anonim (Categorie: structură de cult/religioasă) (Tip: Mănăstire)                                          | sat Baziaș, comuna Socol            | Mănăstire                                  | sec. XVI                            |            | 44°48′58″N 21°23′24″E / 44.81611°N 21.39°E      | Încărcați imagine | Raportați eroare |
| 54127.01.02                               | Mănăstirea Sf. Ilie de la Baziaș / ansamblu anonim (Categorie: structură de cult/religioasă) (Tip: Așezare)                                            | sat Baziaș, comuna Socol            | Mănăstire                                  | Basarabi                            |            | 44°48′58″N 21°23′24″E / 44.81611°N 21.39°E      | Încărcați imagine | Raportați eroare |
| 54127.01.03                               | Mănăstirea Sf. Ilie de la Baziaș / ansamblu anonim (Categorie: structură de cult/religioasă) (Tip: Necropolă)                                          | sat Baziaș, comuna Socol            | Mănăstire                                  | sec. XIII-XIV                       |            | 44°48′58″N 21°23′24″E / 44.81611°N 21.39°E      | Încărcați imagine | Raportați eroare |
| 54127.01.04                               | Mănăstirea Sf. Ilie de la Baziaș / ansamblu anonim (Categorie: structură de cult/religioasă) (Tip: Așezare)                                            | sat Baziaș, comuna Socol            | Mănăstire                                  |                                     |            | 44°48′58″N 21°23′24″E / 44.81611°N 21.39°E      | Încărcați imagine | Raportați eroare |
| 54127.01.05                               | Mănăstirea Sf. Ilie de la Baziaș / ansamblu anonim (Categorie: structură de cult/religioasă) (Tip: Așezare)                                            | sat Baziaș, comuna Socol            | Mănăstire                                  | sec. IV                             |            | 44°48′58″N 21°23′24″E / 44.81611°N 21.39°E      | Încărcați imagine | Raportați eroare |
| 51396.01.01                               | Așezare hallstattiană de la Berliște-Picături / ansamblu anonim (Categorie: locuire civilă) (Tip: Așezare)                                             | sat Berliște, comuna Berliște       | Picături                                   |                                     |            |                                                 | Încărcați imagine | Raportați eroare |
| 51396.01.02                               | Așezare hallstattiană de la Berliște-Picături / ansamblu anonim (Categorie: locuire civilă) (Tip: așezare)                                             | sat Berliște, comuna Berliște       | Picături                                   | daco-romană sec.III-IV d.Chr.       |            |                                                 | Încărcați imagine | Raportați eroare |
| 51760.02.01                               | Fortificația romană de la Bucoșnița - "Luncă" / ansamblu anonim (Categorie: fortificație) (Tip: Fortificație)                                          | sat Bucoșnița, comuna Bucoșnița     | Luncă                                      | romană                              | 1995       | 45°16′45″N 22°21′15″E / 45.27917°N 22.35417°E   | Încărcați imagine | Raportați eroare |
| 54127.02.01                               | Așezarea neolitică de la Baziaș / ansamblu anonim (Categorie: locuire civilă) (Tip: Așezare)                                                           | sat Baziaș, comuna Socol            |                                            |                                     |            |                                                 | Încărcați imagine | Raportați eroare |
| 54127.03.01                               | Tezaur monetar la Baziaș / ansamblu anonim (Categorie: depozit/tezaur) (Tip: tezaur)                                                                   | sat Baziaș, comuna Socol            |                                            | dacică                              | 1912       |                                                 | Încărcați imagine | Raportați eroare |
| 54127.03.01                               | Tezaur monetar la Baziaș / complex tezaur (Categorie: depozit/tezaur) (Tip: tezaur monetar)                                                            | sat Baziaș, comuna Socol            |                                            | dacică                              | 1912       |                                                 | Încărcați imagine | Raportați eroare |
| 54127.04                                  | Vestigii preistorice la Baziaș (Categorie: neprecizată) (Tip: neprecizat)                                                                              | sat Baziaș, comuna Socol            |                                            | sec. IV d. Chr                      |            |                                                 | Încărcați imagine | Raportați eroare |
| 50932.06.01                               | Locuirea romană de la Băile Herculane - "Peștera Diana / ansamblu anonim (Categorie: locuire civilă) (Tip: Așezare)                                    | oraș Băile Herculane                | Peștera Diana                              | romană                              |            |                                                 | Încărcați imagine | Raportați eroare |
| 50932.07.01                               | Locuirea neolitică de la Băile Herculane - "Peștera Piatra Băniții / ansamblu anonim (Categorie: locuire civilă) (Tip: Așezare)                        | oraș Băile Herculane                | Peștera Piatra Băniții                     |                                     |            |                                                 | Încărcați imagine | Raportați eroare |
| 50932.08.01                               | Locuirea romană de la Băile Herculane - "Peștera Hercules I / ansamblu anonim (Categorie: locuire civilă) (Tip: Așezare)                               | oraș Băile Herculane                | Peștera Hercules I                         | romană                              |            |                                                 | Încărcați imagine | Raportați eroare |
| 50932.09.01                               | Locuirea neolitică de la Băile Herculane - "Peștera lui Iorgovan / ansamblu anonim (Categorie: locuire civilă) (Tip: Așezare)                          | oraș Băile Herculane                | Peștera lui Iorgovan                       |                                     |            |                                                 | Încărcați imagine | Raportați eroare |
| 50932.10.01                               | Situl arheologic de la Băile Herculane - "Peștera cu Aburi / ansamblu anonim (Categorie: locuire civilă) (Tip: Așezare)                                | oraș Băile Herculane                | Peștera cu Aburi                           | romană                              |            |                                                 | Încărcați imagine | Raportați eroare |
| 50932.10.02                               | Situl arheologic de la Băile Herculane - "Peștera cu Aburi / ansamblu anonim (Categorie: locuire civilă) (Tip: Așezare)                                | oraș Băile Herculane                | Peștera cu Aburi                           | Coțofeni                            |            |                                                 | Încărcați imagine | Raportați eroare |
| 50932.11.01                               | Locuirea Coțofeni de la Băile Herculane - "Peștera nr. 1 / ansamblu anonim (Categorie: locuire civilă) (Tip: Așezare)                                  | oraș Băile Herculane                | Peștera nr. 1                              | Coțofeni                            |            |                                                 | Încărcați imagine | Raportați eroare |
| 50932.12.01                               | Locuirea Coțofeni de la Băile Herculane - "Peștera nr. 3 / ansamblu anonim (Categorie: locuire civilă) (Tip: Așezare)                                  | oraș Băile Herculane                | Peștera nr. 3                              | Coțofeni                            |            |                                                 | Încărcați imagine | Raportați eroare |
| 50932.13.01                               | Locuirea romană de la Băile Herculane - "Peștera Cumont / ansamblu anonim (Categorie: locuire civilă) (Tip: Așezare)                                   | oraș Băile Herculane                | Peștera Cumont                             | romană                              | sec. XIX   |                                                 | Încărcați imagine | Raportați eroare |
| 50932.14.01                               | Locuirea romană de la Băile Herculane - "Peștera de sub Șoim / ansamblu anonim (Categorie: locuire civilă) (Tip: Așezare)                              | oraș Băile Herculane                | Peștera de sub Șoim                        |                                     |            |                                                 | Încărcați imagine | Raportați eroare |
| 50932.14.02                               | Locuirea romană de la Băile Herculane - "Peștera de sub Șoim / ansamblu anonim (Categorie: locuire civilă) (Tip: Așezare)                              | oraș Băile Herculane                | Peștera de sub Șoim                        |                                     |            |                                                 | Încărcați imagine | Raportați eroare |
| 50932.15.01                               | Posibila locuire de la Băile Herculane - "Peștera Gaura lui Lasconi / ansamblu anonim (Categorie: locuire civilă) (Tip: neprecizat)                    | oraș Băile Herculane                | Peștera Gaura lui Lasconi                  |                                     |            |                                                 | Încărcați imagine | Raportați eroare |
| 50932.16.01                               | Locuirea Coțofeni de la Băile Herculane - "Peștera Hoților / ansamblu anonim(Gaura Hoților de sub Gogâltan) (Categorie: locuire civilă) (Tip: Așezare) | oraș Băile Herculane                | Peștera Hoților                            | Coțofeni                            |            |                                                 | Încărcați imagine | Raportați eroare |
| 50932.17.01                               | Locuirea Coțofeni de la Băile Herculane - "Peștera Mică din Valea Drăstănicului / ansamblu anonim (Categorie: locuire civilă) (Tip: Așezare)           | oraș Băile Herculane                | Peștera Mică din Valea Drăstănicului       | Coțofeni                            |            |                                                 | Încărcați imagine | Raportați eroare |
| 50932.18.01                               | Posibilă locuire la Băile Herculane - "Peștera nr. 5 de la Drăstănic / ansamblu anonim (Categorie: locuire civilă) (Tip: neprecizat)                   | oraș Băile Herculane                | Peștera nr. 5 de la Drăstănic              |                                     |            |                                                 | Încărcați imagine | Raportați eroare |
| 50932.19.01                               | Mină modernă la Băile Herculane - "Peșterile nr. 1-4 de la Șălitrari / ansamblu anonim (Categorie: locuire civilă) (Tip: Mină)                         | oraș Băile Herculane                | Peșterile nr. 1-4 de la Șălitrari          |                                     |            |                                                 | Încărcați imagine | Raportați eroare |
| 50932.20.01                               | Situl arheologic de la Băile Herculane - "Peștera Oilor / ansamblu anonim (Categorie: locuire civilă) (Tip: Așezare)                                   | oraș Băile Herculane                | Peștera Oilor                              |                                     |            |                                                 | Încărcați imagine | Raportați eroare |
| 50932.20.02                               | Situl arheologic de la Băile Herculane - "Peștera Oilor / ansamblu anonim (Categorie: locuire civilă) (Tip: Așezare)                                   | oraș Băile Herculane                | Peștera Oilor                              |                                     |            |                                                 | Încărcați imagine | Raportați eroare |
| 50932.20.03                               | Situl arheologic de la Băile Herculane - "Peștera Oilor / ansamblu anonim (Categorie: locuire civilă) (Tip: Așezare)                                   | oraș Băile Herculane                | Peștera Oilor                              |                                     |            |                                                 | Încărcați imagine | Raportați eroare |
| 50932.21.01                               | Situl arheologic la Băile Herculane - "Peștera Gaura lui Cărăfil / ansamblu anonim (Categorie: locuire civilă) (Tip: Așezare)                          | oraș Băile Herculane                | Peștera Gaura lui Cărăfil                  |                                     |            |                                                 | Încărcați imagine | Raportați eroare |
| 50932.21.02                               | Situl arheologic la Băile Herculane - "Peștera Gaura lui Cărăfil / ansamblu anonim (Categorie: locuire civilă) (Tip: Așezare)                          | oraș Băile Herculane                | Peștera Gaura lui Cărăfil                  |                                     |            |                                                 | Încărcați imagine | Raportați eroare |
| 50932.21.03                               | Situl arheologic la Băile Herculane - "Peștera Gaura lui Cărăfil / ansamblu anonim (Categorie: locuire civilă) (Tip: Așezare)                          | oraș Băile Herculane                | Peștera Gaura lui Cărăfil                  |                                     |            |                                                 | Încărcați imagine | Raportați eroare |
| 50932.21.04                               | Situl arheologic la Băile Herculane - "Peștera Gaura lui Cărăfil / ansamblu anonim (Categorie: locuire civilă) (Tip: Așezare)                          | oraș Băile Herculane                | Peștera Gaura lui Cărăfil                  | romană                              |            |                                                 | Încărcați imagine | Raportați eroare |
| 50932.21.05                               | Situl arheologic la Băile Herculane - "Peștera Gaura lui Cărăfil / ansamblu anonim (Categorie: locuire civilă) (Tip: Așezare)                          | oraș Băile Herculane                | Peștera Gaura lui Cărăfil                  |                                     |            |                                                 | Încărcați imagine | Raportați eroare |
| 50932.22.01                               | Urme moderne la Băile Herculane - "Peștera nr. 24 de la Prisaca de la Șchiopu / ansamblu anonim (Categorie: locuire civilă) (Tip: neprecizat)          | oraș Băile Herculane                | Peștera nr. 24 de la Prisaca de la Șchiopu |                                     |            |                                                 | Încărcați imagine | Raportați eroare |
| 50932.22.02                               | Urme moderne la Băile Herculane - "Peștera nr. 24 de la Prisaca de la Șchiopu / ansamblu anonim (Categorie: locuire civilă) (Tip: Așezare)             | oraș Băile Herculane                | Peștera nr. 24 de la Prisaca de la Șchiopu |                                     |            |                                                 | Încărcați imagine | Raportați eroare |
| 50932.23.01                               | Așezarea minieră de la Băile Herculane - "Cariera de șist argilos Râpa / ansamblu anonim (Categorie: exploatare/carieră) (Tip: Așezare minieră)        | oraș Băile Herculane                | Cariera de șist argilos Râpa               |                                     |            |                                                 | Încărcați imagine | Raportați eroare |
| 50932.23.02                               | Așezarea minieră de la Băile Herculane - "Cariera de șist argilos Râpa / ansamblu anonim (Categorie: exploatare/carieră) (Tip: Așezare minieră)        | oraș Băile Herculane                | Cariera de șist argilos Râpa               |                                     |            |                                                 | Încărcați imagine | Raportați eroare |
| 51314.05.01                               | Castelul medieval de la Bănia - "Sebeșanu / ansamblu anonim (Categorie: construcție) (Tip: Castel)                                                     | sat Bănia, comuna Bănia             | Sebeșanu                                   |                                     |            |                                                 | Încărcați imagine | Raportați eroare |
| 53657.01.01                               | Așezarea daco-romană de la Bărbosu / ansamblu anonim (Categorie: locuire civilă) (Tip: Așezare)                                                        | sat Bărbosu, comuna Ramna           |                                            | daco-romană sec. II-IV d. Chr       |            |                                                 | Încărcați imagine | Raportați eroare |
| 51341.01.01                               | Tezaurul roman de la Băuțar / ansamblu anonim (Categorie: depozit/tezaur) (Tip: tezaur)                                                                | sat Băuțar, comuna Băuțar           |                                            | romană                              |            |                                                 | Încărcați imagine | Raportați eroare |
| 53531.01.01                               | Situl arheologic de la Belobreșca / ansamblu anonim (Categorie: locuire) (Tip: neprecizat)                                                             | sat Belobresca, comuna Pojejena     |                                            |                                     |            |                                                 | Încărcați imagine | Raportați eroare |
| 53531.01.02                               | Situl arheologic de la Belobreșca / ansamblu anonim (Categorie: locuire) (Tip: neprecizat)                                                             | sat Belobresca, comuna Pojejena     |                                            | romană                              |            |                                                 | Încărcați imagine | Raportați eroare |
| 53531.02.01                               | Biserica de piatră de la Belobreșca - "Țiganska Reca / ansamblu anonim (Categorie: structură de cult/religioasă) (Tip: Biserică de piatră)             | sat Belobresca, comuna Pojejena     | Țiganska Reca                              |                                     |            |                                                 | Încărcați imagine | Raportați eroare |
| 51396.02.01                               | Așezarea romană la Berliște - "Spărdovița / ansamblu anonim (Categorie: locuire civilă) (Tip: Așezare)                                                 | sat Berliște, comuna Berliște       | Spărdovița                                 | romană                              |            |                                                 | Încărcați imagine | Raportați eroare |
| 51396.03.01                               | Așezarea medievală de la Berliște - "Săliște / ansamblu anonim (Categorie: locuire civilă) (Tip: Așezare)                                              | sat Berliște, comuna Berliște       | Săliște                                    |                                     |            |                                                 | Încărcați imagine | Raportați eroare |
| 51458.06.01                               | Așezarea și necropola de la Berzasca - "Cracul cu Toacă / ansamblu anonim (Categorie: locuire) (Tip: Așezare)                                          | sat Berzasca, comuna Berzasca       | Cracul cu Toacă                            |                                     |            |                                                 | Încărcați imagine | Raportați eroare |
| 51458.06.02                               | Așezarea și necropola de la Berzasca - "Cracul cu Toacă / ansamblu anonim (Categorie: locuire) (Tip: Necropolă de incinerație)                         | sat Berzasca, comuna Berzasca       | Cracul cu Toacă                            |                                     |            |                                                 | Încărcați imagine | Raportați eroare |
| 51458.07.01                               | Depozitul de bronzuri de la Berzasca / ansamblu anonim (Categorie: depozit/tezaur) (Tip: Depozit)                                                      | sat Berzasca, comuna Berzasca       |                                            |                                     | 1883       |                                                 | Încărcați imagine | Raportați eroare |
| 51458.08.01                               | Așezarea și necropola Basarabi de la Berzasca - "Stația de pompare - I.F.E.T / ansamblu anonim (Categorie: locuire) (Tip: așezare și necropolă)        | sat Berzasca, comuna Berzasca       | Stația de pompare - I.F.E.T                | Basarabi                            |            |                                                 | Încărcați imagine | Raportați eroare |
| 52678.01.01                               | Satul medieval de la Biniș / ansamblu anonim (Categorie: locuire civilă) (Tip: Așezare)                                                                | sat Biniș, comuna Doclin            |                                            |                                     |            |                                                 | Încărcați imagine | Raportați eroare |
| 52678.01.02                               | Satul medieval de la Biniș / ansamblu anonim (Categorie: locuire civilă) (Tip: Movilă)                                                                 | sat Biniș, comuna Doclin            |                                            | 1597                                |            |                                                 | Încărcați imagine | Raportați eroare |
| 52197.02.01                               | Descoperirile funerare de la Bogâltin - "Peștera Gogâltan / ansamblu anonim (Categorie: descoperire funerară) (Tip: necropolă (?))                     | sat Bogăltin, comuna Cornereva      | Peștera Gogâltan                           |                                     |            |                                                 | Încărcați imagine | Raportați eroare |
| 52197.03.01                               | Biserica ortodoxă de la Bogâltin / ansamblu anonim (Categorie: structură de cult/religioasă) (Tip: biserică ortodoxă)                                  | sat Bogăltin, comuna Cornereva      |                                            |                                     |            |                                                 | Încărcați imagine | Raportați eroare |
| 53817.01.01                               | Tezaurul medieval de la Bogodinț - "Săliște / ansamblu anonim (Categorie: depozit/tezaur) (Tip: tezaur)                                                | sat Bogodinț, comuna Sasca Montană  | Săliște                                    |                                     |            |                                                 | Încărcați imagine | Raportați eroare |
| 51555.01.01                               | Situl arheologic la Bolvașnița / ansamblu anonim (Categorie: locuire civilă) (Tip: Așezare)                                                            | sat Bolvașnița, comuna Bolvașnița   |                                            | Coțofeni                            |            |                                                 | Încărcați imagine | Raportați eroare |
| 51555.01.02                               | Situl arheologic la Bolvașnița / ansamblu anonim (Categorie: locuire civilă) (Tip: Așezare)                                                            | sat Bolvașnița, comuna Bolvașnița   |                                            | dacică II-III d. Chr.               |            |                                                 | Încărcați imagine | Raportați eroare |
| 51555.02.01                               | Tumulul de la Bolvașnița / ansamblu anonim (Categorie: descoperire funerară) (Tip: Tumul)                                                              | sat Bolvașnița, comuna Bolvașnița   | nr. 48                                     | Coțofeni                            |            |                                                 | Încărcați imagine | Raportați eroare |
| 51555.03.01                               | Mina și așezarea minieră de la Bolvașnița / ansamblu anonim (Categorie: locuire civilă) (Tip: Așezare minieră)                                         | sat Bolvașnița, comuna Bolvașnița   |                                            | romană                              |            |                                                 | Încărcați imagine | Raportați eroare |
| 51555.03.02                               | Mina și așezarea minieră de la Bolvașnița / ansamblu anonim (Categorie: locuire civilă) (Tip: Mină)                                                    | sat Bolvașnița, comuna Bolvașnița   |                                            |                                     |            |                                                 | Încărcați imagine | Raportați eroare |
| 54430.01.01                               | Tezaurul monetar de la Borlova / ansamblu anonim (Categorie: depozit/tezaur) (Tip: tezaur)                                                             | sat Borlova, comuna Turnu Ruieni    |                                            | daco-romană III - IV                |            |                                                 | Încărcați imagine | Raportați eroare |
| 54430.03.01                               | Mina și așezare minieră de la Borlova / ansamblu anonim (Categorie: locuire civilă) (Tip: Așezare minieră)                                             | sat Borlova, comuna Turnu Ruieni    |                                            | romană                              |            |                                                 | Încărcați imagine | Raportați eroare |
| 54430.03.02                               | Mina și așezare minieră de la Borlova / ansamblu anonim (Categorie: locuire civilă) (Tip: Așezare)                                                     | sat Borlova, comuna Turnu Ruieni    |                                            | sec. II - IV                        |            |                                                 | Încărcați imagine | Raportați eroare |
| 54430.02.01                               | Biserica ortodoxă de la Borlova / ansamblu anonim (Categorie: structură de cult/religioasă) (Tip: biserică ortodoxă)                                   | sat Borlova, comuna Turnu Ruieni    |                                            |                                     |            |                                                 | Încărcați imagine | Raportați eroare |
| 53595.01                                  | Drumul roman de la Borlovenii Noi- Iblăciua (Categorie: construcție) (Tip: drum)                                                                       | sat Borlovenii Noi, comuna Prigor   | Iblăciua                                   |                                     |            |                                                 | Încărcați imagine | Raportați eroare |
| 53595.01.01                               | Drumul roman de la Borlovenii Noi- Iblăciua / ansamblu anonim (Categorie: construcție) (Tip: Drum)                                                     | sat Borlovenii Noi, comuna Prigor   | Iblăciua                                   | romană                              |            |                                                 | Încărcați imagine | Raportați eroare |
| 53602.02.01                               | Așezarea daco-romană de la Borlovenii Vechi - "Balta Neagră / ansamblu anonim (Categorie: locuire civilă) (Tip: Așezare)                               | sat Borlovenii Vechi, comuna Prigor | Balta Neagră                               | daco-romană                         |            |                                                 | Încărcați imagine | Raportați eroare |
| 53602.03.01                               | Posibilul tumul de la Borlovenii Vechi - "Moara Veche / ansamblu anonim (Categorie: descoperire funerară) (Tip: Tumul)                                 | sat Borlovenii Vechi, comuna Prigor | Moara Veche                                |                                     |            |                                                 | Încărcați imagine | Raportați eroare |
| 51582.01.01                               | Așezarea preistorică de la Bozovici - "Vărsături / ansamblu anonim (Categorie: locuire civilă) (Tip: Așezare)                                          | sat Bozovici, comuna Bozovici       | Vărsături                                  |                                     |            |                                                 | Încărcați imagine | Raportați eroare |
| 51582.02.01                               | Așezarea medievală de la Bozovici - "Tăria / ansamblu anonim (Categorie: locuire civilă) (Tip: Așezare)                                                | sat Bozovici, comuna Bozovici       | Tăria                                      |                                     |            |                                                 | Încărcați imagine | Raportați eroare |
| 51582.03.01                               | Fortificația dacică și tezaurul roman de la Bozovici / ansamblu anonim (Categorie: fortificație) (Tip: Fortificație)                                   | sat Bozovici, comuna Bozovici       |                                            | dacică                              | 1875       |                                                 | Încărcați imagine | Raportați eroare |
| 51582.03.02                               | Fortificația dacică și tezaurul roman de la Bozovici / ansamblu anonim (Categorie: fortificație) (Tip: tezaur)                                         | sat Bozovici, comuna Bozovici       |                                            | romană                              | 1875       |                                                 | Încărcați imagine | Raportați eroare |
| 51582.04.01                               | Așezarea Latene târziu de la Bozovici - "Cimitirul Catolic / ansamblu anonim (Categorie: locuire civilă) (Tip: Așezare)                                | sat Bozovici, comuna Bozovici       | Cimitirul Catolic                          | daco-romană sec. III-IV d. Chr      |            |                                                 | Încărcați imagine | Raportați eroare |
| 51582.05.01                               | Așezarea medievală de la Bozovici - "Târgoviște / ansamblu anonim (Categorie: locuire civilă) (Tip: Așezare)                                           | sat Bozovici, comuna Bozovici       | Târgoviște                                 | sec. XIV d. Chr.                    |            |                                                 | Încărcați imagine | Raportați eroare |
| 51163.01                                  | Descoperiri preistorice la Brădișoru de Jos (Categorie: neprecizată) (Tip: neprecizat)                                                                 | sat Brădișoru de Jos, oraș Oravița  |                                            |                                     |            |                                                 | Încărcați imagine | Raportați eroare |
| 51163.01.02                               | Descoperiri preistorice la Brădișoru de Jos / ansamblu anonim (Categorie: neprecizată) (Tip: Depozit)                                                  | sat Brădișoru de Jos, oraș Oravița  |                                            |                                     |            |                                                 | Încărcați imagine | Raportați eroare |
| 51163.01.04                               | Descoperiri preistorice la Brădișoru de Jos / ansamblu anonim (Categorie: neprecizată) (Tip: tezaur)                                                   | sat Brădișoru de Jos, oraș Oravița  |                                            |                                     |            |                                                 | Încărcați imagine | Raportați eroare |
| 51163.01.05                               | Descoperiri preistorice la Brădișoru de Jos / ansamblu anonim (Categorie: neprecizată) (Tip: Tumuli)                                                   | sat Brădișoru de Jos, oraș Oravița  |                                            |                                     |            |                                                 | Încărcați imagine | Raportați eroare |
| 51163.03.01                               | Așezarea daco-romană de la Brădișoru de Jos - "Cetate / ansamblu anonim (Categorie: locuire civilă) (Tip: Așezare)                                     | sat Brădișoru de Jos, oraș Oravița  | Cetate                                     | daco-romană secolele III-IV d. Chr. |            |                                                 | Încărcați imagine | Raportați eroare |
| 51163.04.01                               | Tezaurul monetar de la Brădișoru de Jos - "Ogașul Bogdanului / ansamblu anonim (Categorie: depozit/tezaur) (Tip: tezaur)                               | sat Brădișoru de Jos, oraș Oravița  | Ogașul Bogdanului                          |                                     | 1895       |                                                 | Încărcați imagine | Raportați eroare |
| 51163.05.01                               | Așezarea medievală de la Brădișoru de Jos / ansamblu anonim (Categorie: locuire civilă) (Tip: Așezare)                                                 | sat Brădișoru de Jos, oraș Oravița  |                                            | sec. VIII-IX                        |            |                                                 | Încărcați imagine | Raportați eroare |
| 51163.06.01                               | Mina de aur Maidan de la Brădișoru de Jos / ansamblu anonim (Categorie: exploatare/carieră) (Tip: Mină)                                                | sat Brădișoru de Jos, oraș Oravița  |                                            | romană                              |            |                                                 | Încărcați imagine | Raportați eroare |
| 51163.06.02                               | Mina de aur Maidan de la Brădișoru de Jos / ansamblu anonim (Categorie: exploatare/carieră) (Tip: Mină)                                                | sat Brădișoru de Jos, oraș Oravița  |                                            |                                     |            |                                                 | Încărcați imagine | Raportați eroare |
| 51635.02.01                               | Mormântul de incinerație de la Brebu / ansamblu anonim (Categorie: descoperire funerară) (Tip: Mormânt de incinerație)                                 | sat Brebu, comuna Brebu             |                                            | dacică sec. V î. Chr.               | 1963       |                                                 | Încărcați imagine | Raportați eroare |
| 51635.03                                  | Obiecte din fier descoperite la Brebu - "Câmpia Laiului (Categorie: depozit/tezaur) (Tip: depozit)                                                     | sat Brebu, comuna Brebu             | Câmpia Laiului                             | neprecizată                         |            |                                                 | Încărcați imagine | Raportați eroare |
| 51635.04                                  | Zgură de fier descoperită la Brebu - "Cărpiniș (Categorie: descoperire izolată) (Tip: obiect izolat)                                                   | sat Brebu, comuna Brebu             | Cărpiniș                                   |                                     |            |                                                 | Încărcați imagine | Raportați eroare |
| 51635.05.01                               | Așezarea daco-romană de la Brebu / ansamblu anonim (Categorie: locuire civilă) (Tip: Așezare)                                                          | sat Brebu, comuna Brebu             |                                            | daco-romană                         |            |                                                 | Încărcați imagine | Raportați eroare |
| 51635.06.01                               | Movile medievale la Brebu - "Cozlar, La Brazi / ansamblu anonim (Categorie: neprecizată) (Tip: Movilă)                                                 | sat Brebu, comuna Brebu             | Cozlar, La Brazi                           |                                     |            |                                                 | Încărcați imagine | Raportați eroare |
| 51635.07.01                               | Așezarea medievală de la Brebu- Pustiniș / ansamblu anonim (Categorie: locuire civilă) (Tip: Așezare)                                                  | sat Brebu, comuna Brebu             | Pustiniș                                   | sec. VIII - X                       |            |                                                 | Încărcați imagine | Raportați eroare |
| 51635.08.01                               | Mănăstirea ortodoxă de la Brebu / ansamblu anonim (Categorie: structură de cult/religioasă) (Tip: Mănăstire)                                           | sat Brebu, comuna Brebu             |                                            |                                     |            |                                                 | Încărcați imagine | Raportați eroare |
| 51172.01.01                               | Situl arheologic de la Broșteni - "Micleni / ansamblu anonim (Categorie: locuire civilă) (Tip: Așezare)                                                | sat Broșteni, oraș Oravița          | Micleni                                    |                                     |            |                                                 | Încărcați imagine | Raportați eroare |
| 51172.01.02                               | Situl arheologic de la Broșteni - "Micleni / ansamblu anonim (Categorie: locuire civilă) (Tip: Așezare)                                                | sat Broșteni, oraș Oravița          | Micleni                                    | Basarabi                            |            |                                                 | Încărcați imagine | Raportați eroare |
| 51172.01.03                               | Situl arheologic de la Broșteni - "Micleni / ansamblu anonim (Categorie: locuire civilă) (Tip: așezare)                                                | sat Broșteni, oraș Oravița          | Micleni                                    | sec.III-IV d.Hr.                    |            |                                                 | Încărcați imagine | Raportați eroare |
| 51172.02.01                               | Așezarea daco-romană de la Broșteni - "Rovină / ansamblu anonim (Categorie: locuire civilă) (Tip: Așezare)                                             | sat Broșteni, oraș Oravița          | Rovină                                     | daco-romană                         |            |                                                 | Încărcați imagine | Raportați eroare |
| 51172.03.01                               | Așezarea de secol IV d. Chr. de la Broșteni - "Ogașul Mic / ansamblu anonim (Categorie: locuire civilă) (Tip: Așezare)                                 | sat Broșteni, oraș Oravița          | Ogașul Mic                                 | daco-romană sec. IV d. Chr          |            |                                                 | Încărcați imagine | Raportați eroare |
| 51172.04.01                               | Situl arheologic de la Broșteni - "Coastă / ansamblu anonim (Categorie: locuire civilă) (Tip: Așezare)                                                 | sat Broșteni, oraș Oravița          | Coastă                                     |                                     |            |                                                 | Încărcați imagine | Raportați eroare |
| 51172.04.02                               | Situl arheologic de la Broșteni - "Coastă / ansamblu anonim (Categorie: locuire civilă) (Tip: Așezare)                                                 | sat Broșteni, oraș Oravița          | Coastă                                     |                                     |            |                                                 | Încărcați imagine | Raportați eroare |
| 51172.04.03                               | Situl arheologic de la Broșteni - "Coastă / ansamblu anonim (Categorie: locuire civilă) (Tip: Așezare)                                                 | sat Broșteni, oraș Oravița          | Coastă                                     | sec. VIII-IX                        |            |                                                 | Încărcați imagine | Raportați eroare |
| 51706.01                                  | Situl arheologic de la Buchin - "Sat Bătrân (Categorie: locuire civilă) (Tip: așezare)                                                                 | sat Buchin, comuna Buchin           | Sat Bătrân                                 |                                     |            |                                                 | Încărcați imagine | Raportați eroare |
| 51706.01.01                               | Situl arheologic de la Buchin - "Sat Bătrân / ansamblu anonim (Categorie: locuire civilă) (Tip: Așezare)                                               | sat Buchin, comuna Buchin           | Sat Bătrân                                 |                                     |            |                                                 | Încărcați imagine | Raportați eroare |
| 51706.01.02                               | Situl arheologic de la Buchin - "Sat Bătrân / ansamblu anonim (Categorie: locuire civilă) (Tip: Așezare)                                               | sat Buchin, comuna Buchin           | Sat Bătrân                                 | Basarabi                            |            |                                                 | Încărcați imagine | Raportați eroare |
| 51706.01.03                               | Situl arheologic de la Buchin - "Sat Bătrân / ansamblu anonim (Categorie: locuire civilă) (Tip: Așezare)                                               | sat Buchin, comuna Buchin           | Sat Bătrân                                 |                                     |            |                                                 | Încărcați imagine | Raportați eroare |
| 51760.03.01                               | Construcții romane la Bucoșnița - "Șes / ansamblu anonim (Categorie: construcție) (Tip: Construcție)                                                   | sat Bucoșnița, comuna Bucoșnița     | Șes                                        | romană                              |            |                                                 | Încărcați imagine | Raportați eroare |
| 51350.02.01                               | Cariera de marmură de la Bucova -"La Perete / ansamblu anonim (Categorie: exploatare/carieră) (Tip: Carieră de piatră)                                 | sat Bucova, comuna Băuțar           | La Perete                                  | romană                              |            |                                                 | Încărcați imagine | Raportați eroare |
| 51350.03                                  | Posibilul sit medieval de la Bucova - "Șanțuri (Categorie: neprecizată) (Tip: neprecizat)                                                              | sat Bucova, comuna Băuțar           | Șanțuri                                    |                                     |            |                                                 | Încărcați imagine | Raportați eroare |
| 51350.03.01                               | Posibilul sit medieval de la Bucova - "Șanțuri / ansamblu anonim (Categorie: neprecizată) (Tip: neprecizat)                                            | sat Bucova, comuna Băuțar           | Șanțuri                                    |                                     |            |                                                 | Încărcați imagine | Raportați eroare |
| 51350.04.01                               | Așezare romană de la Bucova - "Moghilele / ansamblu anonim (Categorie: locuire) (Tip: Așezare)                                                         | sat Bucova, comuna Băuțar           | Moghilele                                  | romană                              |            |                                                 | Încărcați imagine | Raportați eroare |
| 51350.05.01                               | Schitul ortodox de la Bucova / ansamblu anonim (Categorie: structură de cult/religioasă) (Tip: biserică ortodoxă)                                      | sat Bucova, comuna Băuțar           |                                            | sec. XIV                            |            |                                                 | Încărcați imagine | Raportați eroare |
| 50932.25 (Cod LMI: CS-II-m-B-11018)       | Baia romană și basorelieful lui Hercule de la Băile Heculane / ansamblu anonim (Categorie: construcție)                                                | oraș Băile Herculane                | str. Uzinei                                |                                     |            |                                                 | Încărcați imagine | Raportați eroare |
| 51396.04.01                               | Situl arheologic de la Berliște- Valea Morii / ansamblu anonim (Categorie: locuire) (Tip: Așezare)                                                     | sat Berliște, comuna Berliște       | Valea Morii                                |                                     |            |                                                 | Încărcați imagine | Raportați eroare |
| 51396.04.02                               | Situl arheologic de la Berliște- Valea Morii / ansamblu anonim (Categorie: locuire) (Tip: Așezare)                                                     | sat Berliște, comuna Berliște       | Valea Morii                                |                                     |            |                                                 | Încărcați imagine | Raportați eroare |
| 50978.02.13                               | Așezarea Coțofeni de la Bocșa- Bocșa română / ansamblu anonim (Categorie: loc de luptă) (Tip: Așezare)                                                 | oraș Bocșa                          | Bocșa română                               | Coțofeni                            |            |                                                 | Încărcați imagine | Raportați eroare |
| 50978.14.01                               | Situl arheologic de la Bocșa- Valea Vornicului / ansamblu anonim (Categorie: locuire) (Tip: Așezare)                                                   | oraș Bocșa                          | Valea Vornicului                           | Coțofeni                            |            |                                                 | Încărcați imagine | Raportați eroare |
| 50978.14.02                               | Situl arheologic de la Bocșa- Valea Vornicului / ansamblu anonim (Categorie: locuire) (Tip: Așezare)                                                   | oraș Bocșa                          | Valea Vornicului                           | daco-romană sec. III-IV             |            |                                                 | Încărcați imagine | Raportați eroare |
| 50978.15.01                               | Mina de aur de la Bocșa- Cracul de Aur / ansamblu anonim (Categorie: exploatare/carieră) (Tip: Mină)                                                   | oraș Bocșa                          | Cracul de Aur                              |                                     |            |                                                 | Încărcați imagine | Raportați eroare |
| 50978.15.02                               | Mina de aur de la Bocșa- Cracul de Aur / ansamblu anonim (Categorie: exploatare/carieră) (Tip: Mină)                                                   | oraș Bocșa                          | Cracul de Aur                              |                                     |            |                                                 | Încărcați imagine | Raportați eroare |
| 50978.15.03                               | Mina de aur de la Bocșa- Cracul de Aur / ansamblu anonim (Categorie: exploatare/carieră) (Tip: Mină)                                                   | oraș Bocșa                          | Cracul de Aur                              |                                     |            |                                                 | Încărcați imagine | Raportați eroare |
| 50978.16.01                               | Așezare hallstatiană de la Bocșa- Grădina Popii / ansamblu anonim (Categorie: locuire) (Tip: Așezare)                                                  | oraș Bocșa                          | Grădina Popii                              |                                     |            |                                                 | Încărcați imagine | Raportați eroare |
| 50978.17.01                               | Așezarea neolitică de la Bocșa- Ibrilonț / ansamblu anonim (Categorie: locuire) (Tip: Așezare)                                                         | oraș Bocșa                          | Ibrilonț                                   |                                     |            |                                                 | Încărcați imagine | Raportați eroare |
| 54127.05.01                               | Necropola medievala de sec.XIII-XIV d.Hr.de la Baziaș / ansamblu anonim (Categorie: necropolă) (Tip: Necropolă)                                        | sat Baziaș, comuna Socol            |                                            | sec. XIII -XIV                      |            |                                                 | Încărcați imagine | Raportați eroare |
| 51519.04.01                               | Așezarea daco-romană de la Berzovia-Gruniul Cetății / ansamblu anonim (Categorie: locuire) (Tip: așezare)                                              | sat Berzovia, comuna Berzovia       | Gruniul Cetății                            |                                     |            |                                                 | Încărcați imagine | Raportați eroare |
| 51519.05.01                               | Așezarea daco-romană de sec.III-IV de la Berzovia-Valea Stoicoane / ansamblu anonim (Categorie: locuire) (Tip: așezare)                                | sat Berzovia, comuna Berzovia       | Valea Stoicoane                            | sec.III-IV d.Hr.                    |            |                                                 | Încărcați imagine | Raportați eroare |
| 50978.18.01                               | Așezarea daco-romană de la Bocșa-Grădini / ansamblu anonim (Categorie: locuire) (Tip: așezare)                                                         | oraș Bocșa                          | Grădini                                    | sec.III-IV d.Hr.                    |            |                                                 | Încărcați imagine | Raportați eroare |
| 50978.19.01                               | Așezarea daco-romană de la Bocșa-Valea Bocșiței / ansamblu anonim (Categorie: locuire) (Tip: așezare)                                                  | oraș Bocșa                          | Valea Bocșiței                             | sec.III-IV d.Hr.                    |            |                                                 | Încărcați imagine | Raportați eroare |
| 50978.20.01                               | Așezarea daco-romană de la Bocșa-Dealul Pietrii / ansamblu anonim (Categorie: locuire) (Tip: așezare)                                                  | oraș Bocșa                          | Dealul Pietrii                             | sec.III-IV d.Hr.                    |            |                                                 | Încărcați imagine | Raportați eroare |
| 50978.21.01                               | Așezarea daco-romană de la Bocșa-Ogașul Sârbului / ansamblu anonim (Categorie: locuire) (Tip: așezare)                                                 | oraș Bocșa                          | Ogașul Sârbului                            | sec.III-IV d.Hr.                    |            |                                                 | Încărcați imagine | Raportați eroare |
| 50978.22.01                               | Așezarea daco-romană de la Bocșa-Canton Groza / ansamblu anonim (Categorie: locuire) (Tip: așezare)                                                    | oraș Bocșa                          | Canton Groza                               | sec.III-IV d.Hr.                    |            |                                                 | Încărcați imagine | Raportați eroare |
| 50978.23.01                               | Așezarea daco-romană de la Bocșa-Valea Dognecei / ansamblu anonim (Categorie: locuire) (Tip: așezare)                                                  | oraș Bocșa                          | Valea Dognecei                             | sec.III-IV d.Hr.                    |            |                                                 | Încărcați imagine | Raportați eroare |
| 50978.24.01                               | Așezarea hallstattiană de la Bocșa-Dealul Pietrii / ansamblu anonim (Categorie: locuire) (Tip: așezare)                                                | oraș Bocșa                          | Dealul Pietrii                             |                                     |            |                                                 | Încărcați imagine | Raportați eroare |
| 50978.25.01                               | Tumulul de epoca bronzului de la Bocșa-Muntele Areniș / ansamblu anonim (Categorie: fortificație) (Tip: Fortificație)                                  | oraș Bocșa                          | Muntele Areniș                             |                                     |            |                                                 | Încărcați imagine | Raportați eroare |
| 50978.26.01                               | Situl arheologic de la Bocșa Montană - Dealul Colțan / ansamblu anonim (Categorie: locuire) (Tip: așezare)                                             | oraș Bocșa                          | Dealul Colțan                              | Coțofeni                            |            |                                                 | Încărcați imagine | Raportați eroare |
| 50978.26.02                               | Situl arheologic de la Bocșa Montană - Dealul Colțan / ansamblu anonim (Categorie: locuire) (Tip: așezare)                                             | oraș Bocșa                          | Dealul Colțan                              | Coțofeni                            |            |                                                 | Încărcați imagine | Raportați eroare |
| 50978.26.03                               | Situl arheologic de la Bocșa Montană - Dealul Colțan / ansamblu anonim (Categorie: locuire) (Tip: așezare)                                             | oraș Bocșa                          | Dealul Colțan                              | Coțofeni                            |            |                                                 | Încărcați imagine | Raportați eroare |
| 50978.27.01                               | Movila de epocă necunoscută de la Bocșa - Pohoanca / ansamblu anonim (Categorie: tumul) (Tip: așezare)                                                 | oraș Bocșa                          | Pohoanca                                   | sec.III-IV d.Hr.                    |            |                                                 | Încărcați imagine | Raportați eroare |
| 50978.28                                  | Necropola hallstattiana de la Bocșa - Dealul Mare. / ansamblu anonim (Categorie: descoperire funerară) (Tip: Necropolă)                                | oraș Bocșa                          | Dealul Mare                                | 1200-450 î.Hr.                      |            |                                                 | Încărcați imagine | Raportați eroare |
| 50978.29.01                               | Așezarea de epoca daco-romana de la Bocșa / ansamblu anonim (Categorie: locuire) (Tip: așezare)                                                        | oraș Bocșa                          |                                            |                                     |            |                                                 | Încărcați imagine | Raportați eroare |
| 50978.30.01                               | Situl arheologic de la Bocșa-Valea Moraviței / ansamblu anonim (Categorie: tumul) (Tip: Movilă)                                                        | oraș Bocșa                          | Valea Moraviței                            | sec.IV d.Hr.                        |            |                                                 | Încărcați imagine | Raportați eroare |
| 50978.31.01                               | Așezarea daco-romană II de la Bocșa / ansamblu anonim (Categorie: locuire) (Tip: așezare)                                                              | oraș Bocșa                          |                                            |                                     |            |                                                 | Încărcați imagine | Raportați eroare |
| 50978.32.01                               | Situl arheologic de epocă medievală de la Bocșa-Valea Vernicului / ansamblu anonim (Categorie: fortificație) (Tip: Fortificație)                       | oraș Bocșa                          | Valea Vernicului                           | sec.IX-X d.Hr.                      |            |                                                 | Încărcați imagine | Raportați eroare |
| 50978.32                                  | Situl arheologic de epocă medievală de la Bocșa-Valea Vernicului / ansamblu anonim (Categorie: fortificație)                                           | oraș Bocșa                          | Valea Vernicului                           |                                     |            |                                                 | Încărcați imagine | Raportați eroare |
| 50978.33.01                               | Așezarea neolitică de la Bocșa / ansamblu anonim (Categorie: locuire) (Tip: așezare)                                                                   | oraș Bocșa                          |                                            | Starcevo - Criș                     |            |                                                 | Încărcați imagine | Raportați eroare |
| 51163.02.01                               | Așezarea dacică de la Brădișorul de Jos / ansamblu anonim (Categorie: locuire) (Tip: Așezare)                                                          | sat Brădișoru de Jos, oraș Oravița  |                                            |                                     |            |                                                 | Încărcați imagine | Raportați eroare |
| 51163.07.01                               | Movilele de pamănt de epocă necunoscută de la Brădișoru de Jos / ansamblu anonim (Categorie: movilă) (Tip: movila)                                     | sat Brădișoru de Jos, oraș Oravița  |                                            |                                     |            |                                                 | Încărcați imagine | Raportați eroare |
| 51519.01.01 (Cod LMI: CS-I-m-A-10785.01)  | Castrul Legiunii a IV-a Flavia Felix și așezarea romană de la Berzovia / ansamblu anonim (Categorie: locuire militară) (Tip: Castru)                   | sat Berzovia, comuna Berzovia       | intravilan                                 | romană sec.II-III                   |            | 45°26′44″N 21°37′34″E / 45.44556°N 21.62611°E   | Încărcați imagine | Raportați eroare |
| 51519.01.02 (Cod LMI: CS-I-s-A-10785)     | Castrul Legiunii a IV-a Flavia Felix și așezarea romană de la Berzovia / ansamblu anonim (Categorie: locuire militară) (Tip: Basilica)                 | sat Berzovia, comuna Berzovia       | intravilan                                 | romană sec. II-III                  |            | 45°26′44″N 21°37′34″E / 45.44556°N 21.62611°E   | Încărcați imagine | Raportați eroare |
| 51519.01.03 (Cod LMI: CS-I-s-A-10785)     | Castrul Legiunii a IV-a Flavia Felix și așezarea romană de la Berzovia / ansamblu anonim (Categorie: locuire militară) (Tip: Așezare)                  | sat Berzovia, comuna Berzovia       | intravilan                                 | Starčevo - Criș                     |            | 45°26′44″N 21°37′34″E / 45.44556°N 21.62611°E   | Încărcați imagine | Raportați eroare |
| 51519.01.04 (Cod LMI: CS-I-s-A-10785)     | Castrul Legiunii a IV-a Flavia Felix și așezarea romană de la Berzovia / ansamblu anonim (Categorie: locuire militară) (Tip: Așezare)                  | sat Berzovia, comuna Berzovia       | intravilan                                 | Tiszapolgár                         |            | 45°26′44″N 21°37′34″E / 45.44556°N 21.62611°E   | Încărcați imagine | Raportați eroare |
| 51519.01.05 (Cod LMI: CS-I-m-A-10785.02)  | Castrul Legiunii a IV-a Flavia Felix și așezarea romană de la Berzovia / ansamblu anonim (Categorie: locuire militară) (Tip: Așezare)                  | sat Berzovia, comuna Berzovia       | intravilan                                 |                                     |            | 45°26′44″N 21°37′34″E / 45.44556°N 21.62611°E   | Încărcați imagine | Raportați eroare |
| 52197.01.01                               | Așezarea Coțofeni de la Bogăltin - "Vârful Gogâltan" / ansamblu anonim (Categorie: locuire civilă) (Tip: Așezare)                                      | sat Bogăltin, comuna Cornereva      | Vârful Gogâltan                            | Coțofeni - II, III                  | 1981       |                                                 | Încărcați imagine | Raportați eroare |
| 51350.01.01 (Cod LMI: CS-I-m-B-10796.03)  | Fortificațiile de la Bucova - "Poarta de Fier a Transilvaniei" / ansamblu anonim (Categorie: fortificație) (Tip: Fortificație)                         | sat Bucova, comuna Băuțar           | Poarta de Fier a Transilvaniei             | geto-dacică                         |            |                                                 | Încărcați imagine | Raportați eroare |
| 51350.01.02 (Cod LMI: CS-I-m-B-10796.03)  | Fortificațiile de la Bucova - "Poarta de Fier a Transilvaniei" / ansamblu anonim (Categorie: fortificație) (Tip: Val)                                  | sat Bucova, comuna Băuțar           | Poarta de Fier a Transilvaniei             | geto-dacică                         |            |                                                 | Încărcați imagine | Raportați eroare |
| 51350.01.03 (Cod LMI: CS-I-m-B-10796.02)  | Fortificațiile de la Bucova - "Poarta de Fier a Transilvaniei" / ansamblu anonim (Categorie: fortificație) (Tip: Val)                                  | sat Bucova, comuna Băuțar           | Poarta de Fier a Transilvaniei             |                                     |            |                                                 | Încărcați imagine | Raportați eroare |
| 51350.01.04 (Cod LMI: CS-I-m-B-10796.01)  | Fortificațiile de la Bucova - "Poarta de Fier a Transilvaniei" / ansamblu anonim (Categorie: fortificație) (Tip: Fortificație)                         | sat Bucova, comuna Băuțar           | Poarta de Fier a Transilvaniei             |                                     |            |                                                 | Încărcați imagine | Raportați eroare |